# Subaru Alcyone SVX
O Subaru SVX (Subaru Alcyone SVX no Japão) é um coupé esportivo da Subaru.